# Elleschus
Elleschus är ett släkte av skalbaggar. Elleschus ingår i familjen vivlar.

## Dottertaxa tillElleschus, i alfabetisk ordning[1]
- Elleschus angustatus
- Elleschus austriacus
- Elleschus bipunctatus
- Elleschus borealis
- Elleschus brevirostris
- Elleschus californicus
- Elleschus carludovicae
- Elleschus castelnaui
- Elleschus concinnus
- Elleschus decipiens
- Elleschus ephippiatus
- Elleschus erythrocnemus
- Elleschus languidus
- Elleschus nothus
- Elleschus orbitalis
- Elleschus pallidesignatus
- Elleschus pauper
- Elleschus pilifer
- Elleschus placidus
- Elleschus rubicundus
- Elleschus ruficornis
- Elleschus salicis
- Elleschus scanicus
- Elleschus schonherri
- Elleschus undatus
- Elleschus uniformis
- Elleschus unipunctatus
- Elleschus varipes
- Elleschus wellingtoniensis